# Fais pas ci, fais pas ça (chanson)
Pour les articles homonymes, voir Fais pas ci, fais pas ça.
Clip vidéo
[vidéo] « Jacques Dutronc - Fais pas ci, fais pas ça », sur YouTube
Fais pas ci, fais pas ça est une chanson française de l'auteur-compositeur-interprète Jacques Dutronc, écrite par Jacques Lanzmann, et Anne Segalen. Il l'enregistre en single,, extrait de son 2e album Il est cinq heures de 1968. Un des plus importants succès de son répertoire, et un des classiques de la chanson française.

## Histoire
Jacques Dutronc est âgé de 25 ans, et au sommet de son succès des années 1960, quand il interprète cette chanson de rock psychédélique français, d’inspiration autobiographique, sur le thème de l'enfance et de l'éducation, avec son humour sarcastique désinvolte caricatural caractéristique, écrite par le couple d'auteurs Jacques Lanzmann et Anne Segalen. 
Il l'enregistre en s'accompagnant à la guitare « Fais pas ci, fais pas ça, viens ici, mets toi là, attention prends pas froid, ou sinon gare à toi... », qu'il conclue joyeusement par « Moi aussi on m'a dit ça, fais pas ci fais pas ça, et j'en suis arrivé là, la la la la la la la la la la ...»,,. 
Il devient à son tour père en 1973, avec son fils Thomas Dutronc, et son épouse Françoise Hardy.

## Reprise
Ce tube est repris entre autres par Axel Bauer (album Ma chanson d'enfance) et Les Enfoirés (La Boîte à musique des Enfoirés).

## Télévision
- 2007 : Fais pas ci, fais pas ça, série télévisée française de 68 épisodes, générique de la série.